# Meine Tochter und ich
Meine Tochter und ich ist eine deutsche Filmkomödie aus dem Jahr 1963. Die Uraufführung fand am 16. August 1963 statt.

## Handlung
Dr. Robert Stegemann ist Zahnarzt in München. Er ist langjähriger Witwer und liebevoller Vater seiner Tochter Biggi. Kurz vor Biggis 21. Geburtstag verliebt sie sich in den Manager aus der Bekleidungsindustrie Jochen. Sie ist jedoch nicht in der Lage, dies ihrem Vater einzugestehen. Das junge Paar möchte heiraten, doch der Vater steht nichts ahnend dazwischen. Sein gesamtes Leben hat er nach dem frühen Tod seiner Frau und Biggis Mutter auf die Erziehung des Mädchens ausgerichtet. Sogar ihren beruflichen Alltag verbringen Vater und Tochter gemeinsam, denn Biggi ist seine Arzthelferin. Die einzige Vertrauensperson für Biggi in dieser Angelegenheit wird ihr Patenonkel Zahnarzt Dr. Walther. 
An Biggis 21. Geburtstag, dem Tag ihrer Volljährigkeit, will Biggi ihrem Vater von der bevorstehenden Hochzeit erzählen. Doch weder ihr noch Dr. Walther will dies gelingen. Stattdessen wird Vater Stegemann zufällig Zeuge eines Telefonats von Jochen, der Biggi nach der Hochzeit mit nach Rio de Janeiro nehmen möchte, wo er eine neue Position übernehmen soll. Aus diesem Telefonat erfährt Vater Stegemann, dass seine Tochter heiraten und noch dazu in Brasilien leben will. Der Vater ist bitter enttäuscht.
Doch so einfach will Stegemann seine Tochter nicht aufgeben. Er engagiert einen Detektiv, der schwarze Punkte im Leben von Jochen herausfinden soll. Dieser beobachtet auch tatsächlich nächtlichen Damenbesuch bei Jochen. Als Stegemann seine Tochter damit konfrontiert, muss er erfahren, dass Biggi dieser nächtliche Damenbesuch war. Erbost über das Misstrauen ihres Vaters verlässt sie das väterliche Haus und zieht zu Jochen. Stegemann bleibt mit Haushälterin Winkler zurück.
Jetzt muss Stegemann härtere Methoden anwenden. Er engagiert die Bardame Marion, die sich als seine Freundin ausgibt. Stegemann entwickelt sich zum angeblichen Lebemann. Biggi und Jochen erfahren von Frau Winkler vom angeblich neuen Lebensstil des Vaters und dass er seine Arbeit vernachlässigt. Biggi und Jochen beobachten den Vater und sind schnell überzeugt von seinem neuen Lebenswandel. Als Biggi dann noch von großen Ausgaben und geplanten Kreditaufnahmen des Vaters hört, verlässt sie Jochen und kehrt nach Hause zurück.
Doch das Leben miteinander hat sich verändert. Dr. Stegemann muss erfahren, wie traurig er seine Tochter mit seinem Vorgehen gemacht hat, obwohl er nur das Beste für sie gewünscht hat. Eines Abends macht er sich mit zwei Flaschen Whiskey auf zu Jochen und lernt den künftigen Schwiegersohn in einem Trinkgelage besser kennen. Schließlich hat er nichts mehr gegen eine Eheschließung einzuwenden. Das Paar heiratet und lädt den Vater zu einer Schiffsreise zu Weihnachten nach Rio ein.

## Entstehungsgeschichte
Der Film wurde von der Produktionsfirma KG DIVINA-FILM GmbH & Co. hergestellt. Die Firma gehörte Ilse Kubaschewski, die zugleich Inhaberin des Erstverleihs Gloria-Film GmbH & Co. Filmverleih KG war. Die Atelieraufnahmen entstanden in den Studios der Bavaria Film in Geiselgasteig.

## Kritiken
„Ein verwitweter Vater hintertreibt mit allen Mitteln die Hochzeit seiner Tochter, um sich schließlich doch noch ins Unvermeidliche zu fügen. Komödie mit dünn gesäten Einfällen.“

„Ein Vater muß sich damit abfinden, daß sein sorgsam umhegtes Töchterchen flügge geworden ist. Im dezenten Luxusmilieu angesiedeltes Lustspiel, dessen Humor und Liebenswürdigkeit von Heinz Rühmann getragen wird. Als leichte Kost ab 16.“